# Алберто Бевилакуа
Алберто Бевилакуа (на италиански: Alberto Bevilacqua) е италиански писател, поет, журналист, сценарист и кинорежисьор.

## Биография и творчество
Алберто Бевилакуа е роден на 27 юни 1934 г. в Парма, Италия. Баща му, Марио Бевилакуа, е авиатор и въздушен акробат, участник във военните и авиационни приключения на Итало Балбо. Жени се за Лиза Кантадори, четири години след раждането на Алберто.
Започва да пише в началото на 50-те години по по покана на Марио Гидоти, ръководител на литературната притурка към вестник „Gazzetta di Parma“. Публикува стихове в списанията „Paragone“ и „Botteghe Oscure“.
Първата му книга, сборникът с разкази „La polvere sull'erba“ (Прахът по тревата), е издадена през 1955 г. През 1961 г. е издадена първата му стихосбирка „L'amicizia perduta“ (Изгубеното приятелство).
Първият му роман „La Califfa“ е издаден през 1964 г. Следващият му роман, „Questa specie d'amore“ (Този вид любов), издаден през 1966 г., получава наградата „Кампиело“. За двата романа пише сценарии и те са екранизирани в едноименните филми през 1970 и 1971 г. Филмът „La Califfa“ е представен на фестивала в Кан, а филмът „Този вид любов“ получава наградата „Давид ди Донатело“ за най-добър филм.
Носител е на множество награди за произведенията си.
На 22 ноември 2010 г. е удостоен с отличието Голям кръст на Ордена за заслуги на Италианската република от президента на Италианската република Джорджо Наполитано.
Алберто Бевилакуа умира от сърдечен арест на 9 септември 2013 г. в Рим, Италия.

## Творчество

### Романи и разкази
- La polvere sull'erba (1955) – разкази, Награда „Стреза наратива“ (2000)
- Una città in amore (1962)
- La Califfa (1964)
- Il mito doloroso (1966)
- Questa specie d'amore (1966) – Награда „Кампиело“ (1966)
- L'occhio del gatto (1968) – Награда „Стрега“ (1968)
- Il viaggio misterioso (1972) – Награда „Банкарела“ (1972)
- Umana avventura (1974)
- Una scandalosa giovinezza (1978)
- La festa parmigiana (1980)
- La notte del fiore (1981)
- La mia Parma (1982)
- Il curioso delle donne (1983)
- Emilia-Romagna (1983) – с Фолко Куиличи
- La donna delle meraviglie (1984)
- La Grande Giò (1986)
- Una misteriosa felicità (1988)
- Il gioco delle passioni (1989)
- Il Natale sulle acque del mio fiume (1989)
- I sensi incantati (1991) – Награда „Банкарела“ (1991)
- Il Po e le sue terre (1992) – с Луиджи Бризели
- Un cuore magico (1993)
- L'eros (1994)
- Lettera alla madre sulla felicità (1995)
- Anima amante (1996)
- Gialloparma (1997)
- Sorrisi dal mistero (1998)
- Gli anni struggenti (2000)
- Anima carnale (2001)
- Viaggio al principio del giorno (2001)
- Attraverso il tuo corpo (2002)
Чрез твоето тяло, изд. „ЛИК“ (2008), прев. Светла Лазарова
- La Pasqua rossa (2003) – Награда „Селекция Кампиело“
- Parma degli scandali (2004)
- Tu che mi ascolti (2004)
- Il Gengis (2005)
- Lui che ti tradiva (2006)
- Storie della mia storia (2007)
- Il prete peccatore (2007)
- L'amore stregone (2009) – Награда „О-в Прочида на Артуро-Елса Моранте“ (2010)
- Romanzi (2010)
- Roma califfa (2012)

### Стихосбирки
- L'amicizia perduta (1961)
- L'indignazione (1973)
- La crudeltà (1975)
- Immagine e somiglianza. Poesie, 1955 – 1982. Antologia personale (1982)
- Vita mia (1985)
- Il corpo desiderato (1988)
- Messaggi segreti (1992)
- Poesie d'amore (1996)
- Piccole questioni di eternità (2002)
- Legame di sangue (2003)
- Tu che mi ascolti. Poesie alla madre (2005)
- Le poesie (2007)
- Duetto per voce sola. Versi dell'immedesimazione (2008)
- La camera segreta (2011) – Национална литературна награда „Пиза“, кат. „Поезия“ (2011)

### Филмография

#### Режисьор и сценарист
- Atom Age Vampire (1960)
- La califfa (1970)
- Questa specie d'amore (1971)
- Attenti al buffone (1976)
- Le rose di Danzica (1979)
- Bosco d'amore (1981)
- La donna delle meraviglie (1985)
- Tango blu (1987)
- Gialloparma (1999)

#### Сценарист
- Seddok, l'erede di Satana, реж. Антон Джулио Маяно (1960)
- La cuccagna, реж. Лучано Салче (1962)
- La smania addosso, реж. Марчело Андрей (1963)
- I tre volti della paura, реж. Марио Бава (1963)
- Sette contro la morte, non accreditato, реж. Едгар Г. Улмер (1964)
- L'uccellino, episodio di La mia signora, реж. Тинто Брас (1964)
- Terrore nello spazio,реж. Марио Бава (1965)
- Anastasia mio fratello, реж. Стено (1973)
- Tutto suo padre, реж. Маурицио Лучиди (1978)

#### Озвучаване
- Angeli bianchi... angeli neri, реж. Луиджи Скатини (1970)